# Pseudotrimezia monticola
Pseudotrimezia monticola là một loài thực vật có hoa trong họ Diên vĩ. Loài này được (Klatt) Ravenna miêu tả khoa học đầu tiên năm 1964.